# Haodžing
Hao ali Haodžing (kitajsko 鎬京, pinjin Hàojīng), imenovan tudi Dzongdžov (宗周), je bil eno od dveh mest na nasprotnih bregovih reke Feng (沣河), ki sta tvorili prestolnico Zahodnega Džova (1066–770 pr. n. št.). Drugo mesto je bil Feng ali Fengdžing (灃京). Kot celota sta bili mesti znani kot Fenghao. V Haodžingu je bil sedež vlade kralja Vuja (vladal  1046-1043 pr. n. št.).

## Zgodovina
Kralj Džova Ven (vladal 1099-1056 pr. n. št.) je prestavil prestolnico kraljestva iz okrožja Čišan (岐邑) proti vzhodu v Fengdžing in nato na vzhodni breg reke v Haodžing ob jezeru Hao (鎬池). Fengdžing je ostal svetišče prednikov Džova in vrtov, medtem ko sta bila v Haodžingu  kraljeva rezidenca in sedež vlade. Mesto je bilo znano tudi kot Dzongdžov, da bi pokazalo svojo vlogo glavnega mesta vazalnih držav.
Med vladavino kralja Čenga (vladal 1042–1021 pr. n. št.) je vojvoda Džova v Luojiju zgradil novo mesto, znano kot Čengdžov (成周), da bi okrepil nadzor nad vzhodnim delom kraljestva. Kralj Čeng se je za stalno preselil v Čengdžov, Haodžing pa je kljub temu ostal glavno operativno središče kraljestva. 
V času vladavine kralja Jova (vladal 781–771 pr. n. št.) je markiz Šen s podporo nomadov iz Čuanronga zahodno od Džova zasedel Haodžing in naznanil konec dinastije Zahodni Džov. Vse kraljeve zgradbe v mestu so bile zravnane z zemljo. Za zgradbe v Fengdžingu ni znano ali so preživele požar. Novoustoličeni kralj Ping  (vladal 770-720 pr. n. št.) ni imel druge izbire, kot da prestolnico preseli na vzhod v Čengdžov. Imeni Zahodni Džov in Dzongdžov za Čengdžov sta se ohranili še nekaj časa.